# Juan Manuel Fabi
Juan Manuel Fabi (General Roca, Río Negro, 29 de abril de 1982) es un exbaloncestista argentino que jugaba habitualmente en la posición de base. Desarrolló toda su carrera como profesional en Argentina, Italia y México. 

## Trayectoria
Surgido de la cantera del club Del Progreso, jugó en la Liga Nacional de Básquet de Argentina con la camiseta de Ferro y Estudiantes de Bahía Blanca antes de emigrar en 2003 a Italia, contratado por el Castellano Massafra. Con ese equipo disputó una temporada de la Serie C2, siendo parte de un quinteto que incluía a sus compatriotas Claudio Farabello, Ezequiel Gaido, Dante Richotti y Brian Stanford.
Posteriormente pasó al Orlandina, con el que ascendería a la Serie A tras consagrarse campeón de la temporada 2004-05 de la Legadue. Fabi actuó en 53 partidos durante sus tres temporadas en la máxima categoría del baloncesto italiano, aunque estuvo siempre relegado al banco de suplentes.
En 2008 acordó ser el sustituto del islandés Hörður Vilhjálmsson en el Melilla, pero a último momento se desvinculó del equipo para retornar a Italia y comenzar la temporada con el Andrea Costa Imola de la Legadue. De todos modos unos meses después terminó retornando a su país como reemplazo temporal de Diego Alba en Gimnasia y Esgrima de Comodoro Rivadavia de la LNB. Luego de ello migraría a México junto a Facundo Venturini para jugar en los Huracanes de Tampico, pero su experiencia centroamericana fue muy breve e infructuosa. 
Jugó en el Torneo Federal de Básquetbol para el Centro Español de Plottier entre 2010 y 2011. En la siguiente temporada se sumó a los experimentados Leopoldo Ruiz Moreno y Hernán Montenegro con la intención de llevar a Del Progreso hacia la segunda categoría del baloncesto argentino, pero los resultados no fueron los esperados. 
Fabi fue contratado por Unión de Sunchales para jugar el tramo final de la temporada 2012-13 del TNA con la misión de ayudar a evitar el descenso, pero no pudo concretar el objetivo. 
Los últimos años de su carrera como jugador profesional transcurrieron en equipos neuquinos y rionegrinos que militaban en el TFB.
El base jugó en varias ediciones del Campeonato Argentino de Básquet como miembro de la selección de Río Negro. También compitió en el Tour Mundial de Baloncesto 3x3 de 2013 en representación de Neuquén, siendo subcampeón en el Másters de Río de Janeiro y terminando en la novena posición en el evento final disputado en Estambul.
Tras su retiro se convirtió en dirigente en Del Progreso y se sumó al equipo de maxibasket AFP Saurus.

### Clubes
| Club                           | País      | Año         |
| ------------------------------ | --------- | ----------- |
| Ferro                          | Argentina | 1999 - 2001 |
| Estudiantes de Bahía Blanca    | Argentina | 2001 - 2003 |
| Castellano Massafra            | Italia    | 2003 - 2004 |
| Orlandina                      | Italia    | 2004 - 2008 |
| Andrea Costa Imola             | Italia    | 2008 - 2009 |
| Gimnasia de Comodoro Rivadavia | Argentina | 2009        |
| Huracanes de Tampico           | México    | 2009        |
| Del Progreso                   | Argentina | 2010        |
| Centro Español de Plottier     | Argentina | 2010 - 2011 |
| Del Progreso                   | Argentina | 2011 - 2012 |
| Unión de Sunchales             | Argentina | 2013        |
| Del Progreso                   | Argentina | 2013 - 2014 |
| Independiente de Neuquén       | Argentina | 2014 - 2015 |
| Del Progreso                   | Argentina | 2015 - 2018 |
| Pacífico                       | Argentina | 2018 - 2020 |

## Vida privada
Es hermano de los baloncestistas Agustín Fabi y Martín Fabi, e hijo del árbitro de baloncesto retirado Jorge Fabi.